# Donough O'Brien, 2e comte de Thomond
Donough O'Brien, 2e comte de Thomond (mort le 1er avril 1553), connu sous le surnom le Gros (anglais: the fat), fut le 2e comte de Thomond de 1551 à 1553.

## Biographie
Donnchadh mac Conchobhair anglicisé en Donough O'Brien est le fils ainé de Conchobhar mac Toirdhealbaig Ó Briain et d'Anabella Burke. Conformément à l'accord de renonciation et restitution du 1er juillet 1543, il devient le 2e comte de Thomond à la mort de son oncle Murrough O'Brien le 7 novembre 1551
Donough O'Brien épouse Helen Butler, fille Piers Butler, 8e comte d'Ormonde et de Margaret Fitzgerald. Il meurt dès le 1er avril 1553 après avoir été attaqué par ses frères dans sa résidence de Clonroad. Son frère cadet Sir Domhnall mac Conchobair ou Donnell O'Brien, usurpe le titre de comte de Thomond après avoir été désigné par les Dál gCais, toutefois son fils  Connor ou Connchobhar mac Donnchadha, fait alliance avec les Anglais pour retrouver le contrôle de ses domaines.

## Union et Postérité
La postérité de Donough O'Brien et d'Helen Butler comprend:
- Margaret O'Brien († 1568) épouse son cousin Dermod O'Brien, 2e Baron Inchiquin
- Connor O'Brien
- Turlough (Toirdealbhach) de Fomerla († 1581)
- Honora épouse Teige MacNamara
- Tadhg († 1567)

Donough O'Brien est également le père d'une fille illégitime, Mary, qui épouse Theobald Burke, fils de William Burke, 1er Baron Bourke de Castleconnell.